# بالزینیما چیرمپیلوف
بالزینیما چیرمپیلوف (زاده ۹ آوریل ۱۹۷۵ در بوریاتیا) تیرانداز با کمان اهل روسیه است. وی تاکنون در رقابت‌های جهانی موفق به کسب ۵ طلا، ۲ نقره و ۲ برنز شده است.